# Jura Sud Foot
Maillots
Actualités
Dernière mise à jour : 21 septembre 2024.
Jura Sud Foot est un club français de football fondé en 1991 et basé à Chassal-Molinges dans le Jura, en région Bourgogne-Franche-Comté. 
Jura Sud a évolué au quatrième échelon du football français de la saison 2003-2004 à la saison 2024-2025, ce qui en fait le club avec la plus grande longévité à ce niveau avec 21 participations consécutives. Depuis 2025, le club évolue en National 3.

## Histoire
Le club de Jura Sud Foot est fondé en 1991 par la fusion de trois clubs, l'AS Moirans-en-Montagne (créé en 1920), le CS Molinges-Chassal (créé en 1940) et l'Entente Lavans-lès-Saint-Claude-Saint-Lupicin (créé en 1985) avec Jean François Charnay comme président fondateur. Le club débute en 5e division (CFA 2/National 3) avant d'être relégué en 1993.
En 1995, Gérard Janvier devient président du club jurassien et le club est promu en fin de saison et retrouve le CFA2.
Lors de la saison 1998-1999, le club fait l'exploit d'éliminer l'AS Saint Etienne qui évolue en Ligue 2 lors du 8e tour de Coupe de France avant d'être promu en fin de saison en CFA pour la première fois de son histoire. Malheureusement le club est relégué dès la saison suivante, terminant a l'avant dernière place de son groupe.
Après trois nouvelles saisons en CFA2, le club obtient de nouveau son ascension en 2003 pour la CFA qui deviendra plus tard le National 2.
En 2009, le club connait une nouvelle fusion avec l'Association Saint-Claude Val de Bienne (A.S.C.V.B).

## Palmarès et records

### Palmarès
- Vainqueur de la Coupe de Franche-Comté en 1994

### Parcours notables en Coupe de France
- 16e de finale de la Coupe de France en 1999, après l'élimination de l'AS Saint Etienne (D2) au 8e tour et du Toulouse FC (D1) en 32e.
- 32e de finale de la Coupe de France 2011.
- 16e de finale en 2014 après avoir battu Créteil-Lusitanos (L2).
- 16e de finale de Coupe de France 2015.
- 16e de finale de Coupe de France 2022 après avoir battu Bourg-en-Bresse (National) au 8e tour.

### Championnats disputés
Le tableau suivant indique le championnat disputé par le club au cours des saisons.
|           | Niveau I | Niveau II | Niveau III | Niveau IV        | Niveau V   | Niveau VI        | Niveau VII |
| 1991-1993 |          |           |            |                  | Division 5 |                  |            |
| 1993-1996 |          |           |            |                  |            | DH Franche-Comté |            |
| 1996-1999 |          |           |            |                  | CFA 2      |                  |            |
| 1999-2000 |          |           |            | CFA              |            |                  |            |
| 2000-2003 |          |           |            |                  | CFA 2      |                  |            |
| 2003-     |          |           |            | CFA / National 2 |            |                  |            |

- Championnat national professionnel
- Championnat national professionnel et amateur
- Championnat national amateur
- Championnat régional amateur
- Championnat de district amateur

## Personnalités du club

### Historique des entraîneurs
Le tableau ci-dessous présente les différents entraîneurs qui ont occupé le poste à la tête de l'équipe première de Jura Sud Foot.
| Rang | Nom                | Période                 |
| ---- | ------------------ | ----------------------- |
| 1    | Diego Garzitto     | 1997-2000               |
| 2    | Jean-Michel Peuget | 2001-2005               |
| 3    | Éric Fouda         | 2005-2007               |
| 4    | Diego Garzitto     | 2007-janvier 2009       |
| 5    | Éric Fouda         | janvier 2009-juin 2009  |
| 5    | Vincent Poupon     | juin 2009-décembre 2009 |
| 7    | Sébastien Cuvier   | janvier 2009-2012       |
| 8    | Pascal Moulin      | 2012-2021               |
| 9    | Valentin Guichard  | 2021-2025               |
| 10   | Romain Pogeant     | 2025-                   |

### Anciens joueurs
- Jean-Marc Pilorget
- Marcel Essombé
- Kassi Ouédraogo
- Didier Paass
- Famara Diedhiou
- Johann Chapuis
- Arnaud Brocard
- Mohamed Louhkiar
- Steve Haguy
- Fabien Boyer
- Serge Bando
- Yannick Passape
- Roger Fagnon
- Boulaye Dia
- Gregory Thil
- Alexi Peuget
- Jean-Michel Peuget
- John Dinkota

## Structures du club

### Stades
L'équipe fanion joue ses matchs au stade municipal de Moirans-en-Montagne alors que les équipes jeunes et réserve, tout comme les entrainements ont lieu au stade Edouard Guillon-Chambouilles à Molinges.